# Спаржевий суп
Спа́ржевий суп — крем-суп зі спаржі. Подається як гаряча або холодна страва. Популярний в кухні західних країн, перш за все, у Німеччині, Нідерландах, Франції, Англії, Італії. Вважається сезонною стравою, найчастіше його готують навесні, в інші пори року доступні лише супові концентрати.

## Складники
Спаржевий суп складається з рідкої основи, гарніру (наповнювача) і приправ. За основу в спаржевому супі правлять некалорійні світлі навари, як правило, овочевий або неміцний курячий бульйон, значно рідше — яловичий; в сучасних рецептах часто користуються бульйонними кубиками. Крім того, як і во всіх крем-супах, обов'язковим рідким інгредієнтом є молоко або вершки. Молоку віддають перевагу, якщо суп варять на курячому бульйоні, а значно жирніші вершки урівноважують невиразний смак овочевих відварів.
Основним, а в більшості випадків і єдиним, наповнювачем у цій страві слугує спаржа. В деяких рецептах в спаржевий суп додають для більшої поживності рис, картоплю, шпинат, сухарики, або заміняють молочні продукти тертим сиром (зокрема, пармезаном), який плавиться і загущує рідку основу. В Нідерландах спаржевий суп традиційно готують з копченим лососем. Також для надання страві густішої консистенції часто вживають запражку, сметану, крем-фреш. В Німеччині та Нідерландах популярним загущувачем виступає льєзон (суміш яєць з вершками).
Перелік обов'язкових приправ обмежується сіллю. З необов'язкових приправ найчастіше використовують перець (будь-який з його різновидів на смак), пасеровану чи зелену городню цибулю, цибулю шалот, пор, петрушку, селеру, естрагон, у пряних різновидах застосовують васильки, пасерований часник. Смак спаржевого супу має бути ніжним без пекучості, тому гострі прянощі додають у невеликій кількості лише задля запаху. Інколи для того, щоби зробити нейтральний смак цієї страви більш виразним, її присмачують кислими приправами — лимонним соком або винним оцтом.
Сухий спаржевий суп складається з невеликої кількості ліофілізованої спаржі (3–8 %), сухого молока або вершків і сушених прянощів. Часто в таких концентратах молочні продукти і приправи замінюють відповідними підсилювачами смаку.

## Приготування
Приготування спаржевого супу починають з варіння бульйону: овочі або курятину занурюють в окріп, додають букет гарні, сіль і варять до готовності основного продукту. Після цього рідину проціджують, приправи викидають, а м'ясо використовують для інших страв (його можна подати як друге). Якщо бульйон варили зі самої спаржі, то по досягненні готовності її протирають за допомогою сита чи блендера щоби позбутися грубих волокон, які псують ніжний смак готової страви, опісля додають в суп у вигляді пюре. Інший спосіб приготування спаржевого бульйону полягає в тому, що спаржу чистять від шкірочки і грубих прикореневих частин пагонів, потім з цих відходів варять бульйон, а саму спаржу припускають або пасерують окремо, протирають і додають в рідину. В бульйон зі спаржевих відходів варену спаржу можуть не додавати зовсім, в такому випадку суп матиме жовтуватий колір і лише запах спаржі, але смак виключно вершковий. Часто верхівки вареної спаржі не протирають, а нарізають звичайним способом і посипають ними готову страву. В цьому випадку їх швидко занурюють у льодяну воду, щоби зберегти яскравий колір і властиву свіжій городині хрусткість.
Одночасно з додаванням спаржі в суп вливають гарячі вершки чи молоко або додають тертий сир. Заздалегідь готують запражку, пасеровані приправи і вводять їх за кілька хвилин до кінця готування. При готуванні спаржевого супу перевагу віддають вершковому маслу, оскільки воно краще підкреслює вершковий смак готового продукту, але приправи допускається пасерувати і на олії. Сметану і крем-фреш, як правило, додають в уже готовий суп безпосередньо перед подаванням. У холодних різновидах спаржевого супу вершки додають лише в остиглу рідину, тобто так, як і сметану, — перед подачею.
Сухий спаржевий суп готують так само, як і звичайні супові концентрати: вміст пакета висипають в окріп і ретельно розмішують до повної однорідності. Оскільки такі супи вирізняються меншою густиною, а також менш виразним запахом і смаком, їх можна присмачувати додатковою порцією пахучої зелені, загущувати сиром тощо.

## Різновиди

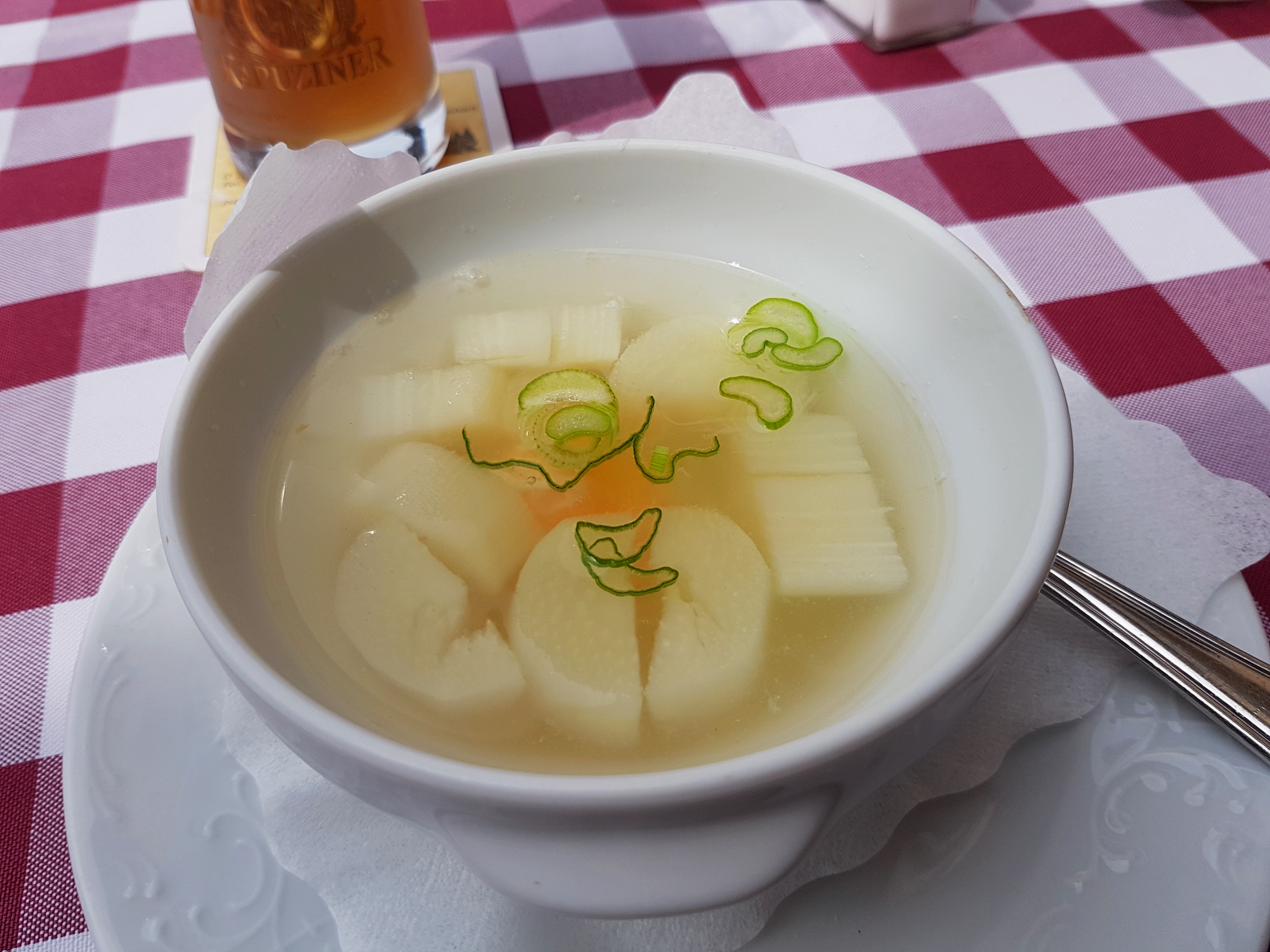
Вершковий спаржевий суп.

Наразі виділяють три основних різновиди цієї страви:
- зелений спаржевий суп — найбільшою популярністю користується у Німеччині. Його готують на м'ясному чи спаржевому бульйоні з обов'язковим додаванням зеленої спаржі (щонайменше у вигляді пюре, а часто також і шматочками). Готова страва має густу консистенцію і темно-зелений колір;
- вершковий спаржевий суп — готують на м'ясному бульйоні або відварі спаржі будь-якого кольору (найчастіше використовують відвар з відходів). Цей суп додатково не загущують протертою спаржею, тому він менш густий. Готова страва має жовтувато-кремовий колір;
- лімбурзький спаржевий суп — походить з Лімбургу — провінції на півдні Нідерландів. Його готують на м'ясному чи овочевому бульйоні з додаванням протертої білої спаржі. Цей суп поєднує в собі переваги попередніх: має густу консистенцію і насичений смак спаржі, але кремовий колір[6].

## Подавання

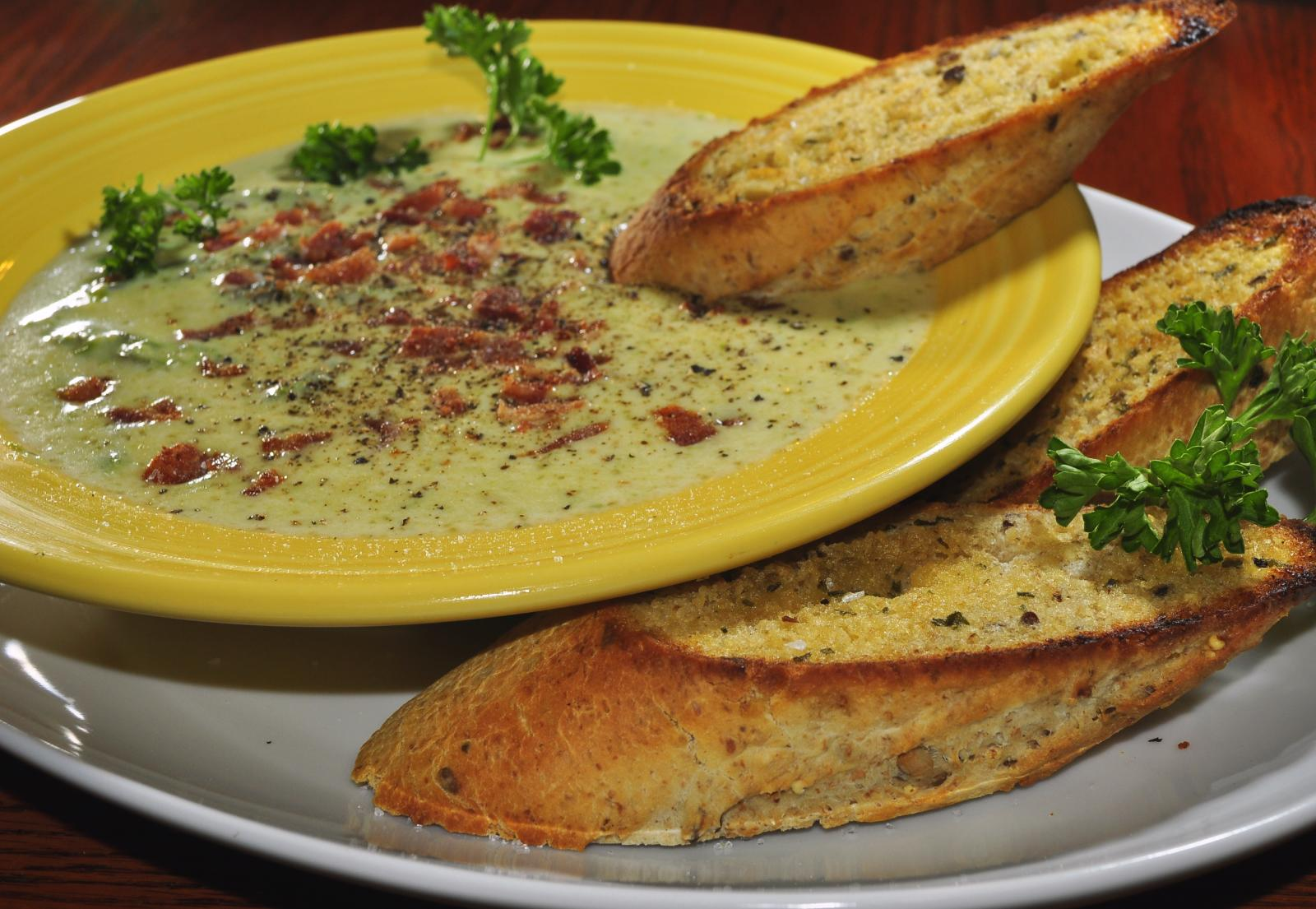
Спаржевий суп, поданий з крутонами.

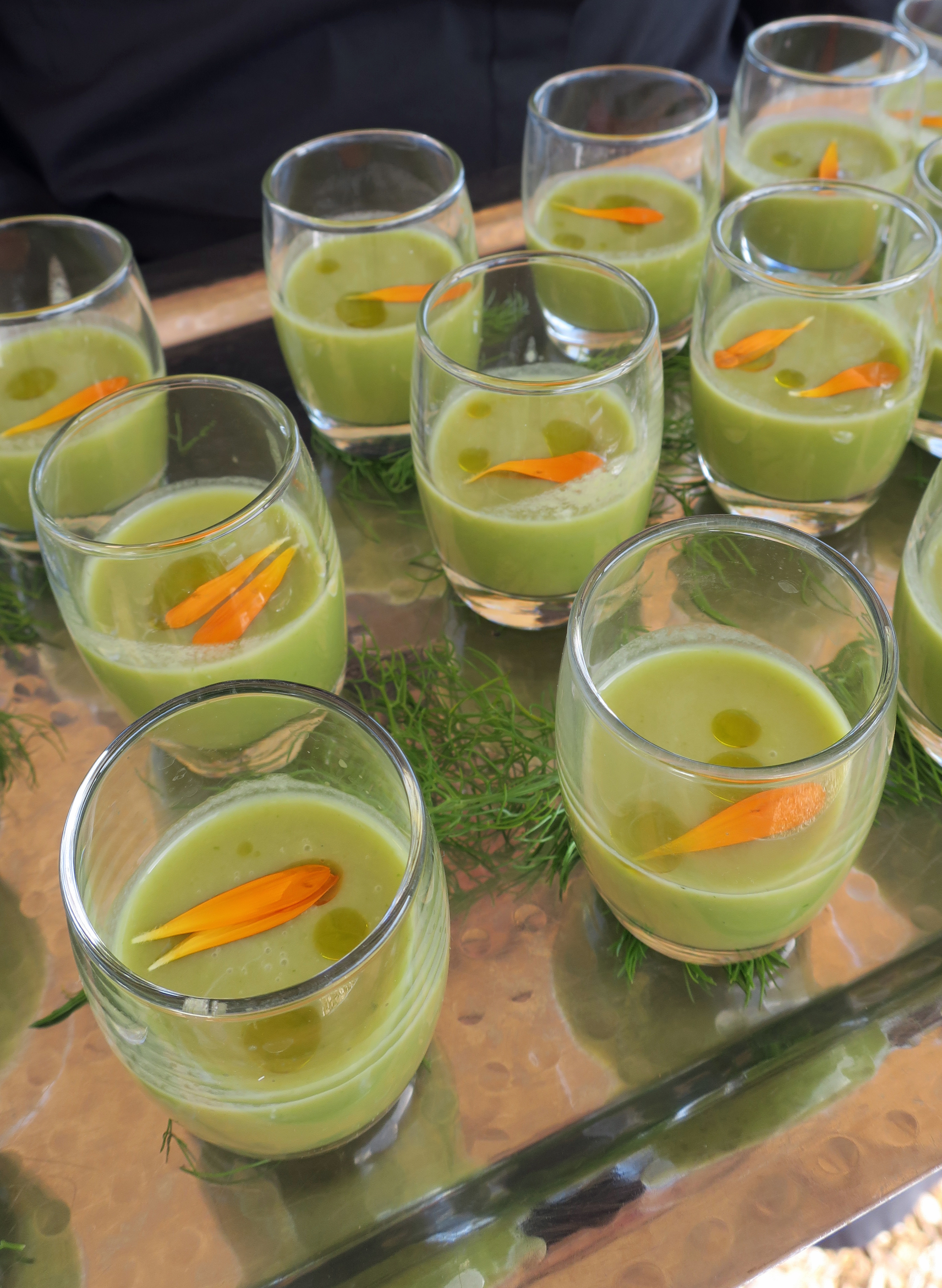
Спаржевий суп, поданий у склянках.

Готовий спаржевий суп має типову для крем-супів густу пюреподібну консистенцію, смак овочів з виразною вершковою нотою, і колір від ніжно-зеленого або жовтуватого до темно-зеленого. Добре приготована страва має бути ідеально однорідною, наявність у ній грудочок і спаржевих волокон вважається недоліком, однак це не стосується шматочків спаржі, присутність яких допускається і навіть бажана.
Подають цю страву різними способами. Інколи намагаються надати їй якомога гладшого вигляду, тоді загущувачі вводять в суп наприкінці готування, а прикрашають суп лише тонко нарізаною зеленню петрушки, цибулі, свіжою цедрою лимона. В інших випадках спаржевому супу надають вигляду, подібному до звичайних супів, тоді в пюреподібну основу додають шматочки спаржі, крупу, а загущувачі викладають у тарілку безпосередньо перед подаванням. При такій подачі для прикраси використовують грубіші продукти: варене яйце, скибочки шинки, лосося, бекону, креветки. Сухарики та грінки завжди подають окремо, оскільки вони швидко м'якнуть. Крутони сервірують або окремо, або кладуть на край тарілки, не занурюючи в рідину.
Частіше спаржевий суп подають гарячим, але холодним він теж смакує. Наливати цю страву можна в будь-який належний посуд: бульйонниці, миски, тарілки, а холодний спаржевий суп припустимо подавати навіть у склянках подібно до салатів-коктейлів.

## Подібні страви
Найближче до спаржевого супу з точки зору кулінарної класифікації стоять овочеві вершкові супи. Всі вони мають однаковий принцип приготування, за яким до вершково-бульйонної основи додають протерті овочі, тушковані окремо або в тому ж бульйоні. Найбільш схожим на спаржевий суп є крем-суп із броколі, який можна готувати безпосередньо за рецептурою спаржевого супу тільки замінюючи спаржу на броколі або фіолетову цвітну капусту. Серед інших крем-супів слід зазначити морквяний, шпинатний суп, гарбузовий супи.
На півдні Італії, поблизу Чиленто популярна страва сушело (скушело). В ній ковбасу, спаржу і цибулю пасерують на олії, додають сирі яйця і готують до зсідання білка, не пересмажуючи. Готова страва набуває кремової консистенції і часто подається з соусом і крутоном, що робить її подібною до спаржевого супу. Характерною особливістю сушело є те, що для нього беруть виключно дику спаржу.
Споріднені страви